# Đuro Kovačević
Đuro Kovačević (Velika Greda, 14. avgust 1943 — Žabljak, 21. jul 2011) bio je istoričar, politikolog i pesnik.

## Biografija
Đuro Kovačević je rođen 14. avgusta 1943. godine u Velikoj Gredi, Banat, Srbija. Gimnaziju je završio u Zrenjaninu, a Pravni fakultet na Univerzitetu u Beogradu, gde je i doktorirao 1976. godine, sa tezom „Politička elita i savremeno građansko društvo“.
Neposredno pred studentske demonstracije, 1968, kao postdiplomac izabran je za predsednika Saveza studenata Jugoslavije, sa kojim je započelo njegovo aktivno angažovanje u politici. Zastupao je teze liberala, koji su se zalagali za više tržišta u ekonomskoj, i više demokratije u političkoj sferi. Međutim, teze liberala se nisu uklapale u projekat jugoslovenskog drustva tadašnjeg predsednika Jugoslavije, Josipa Broza Tita.
Bio je jedan od najmlađih i najperspektivnijih pripadnika tadašnje srpske političke elite. Sa nepunih trideset godina, nalazio se u najužem rukovodstvu Socijalističkog saveza, tada najmasovnije političke i društvene organizacije u zemlji. Tih godina se posebno angažovao na pripremama novog Ustava. Nastojao je da se ideje i stavovi srpskog rukovodstva upravo nađu u tom najvišem zakonskom aktu države. Kada je počeo obračun sa srpskim liberalima, nuđena mu je izgledna politička karijera, međutim on je ponudu odbio, s obzirom da je to bilo protivno njegovim moralnim i političkim načelima, pa se tada povukao sa političke scene.
U burnom periodu između studentskih demonstracija i pada liberala, u okviru Beogradskog univerziteta i Univerzitetskog odbora saveza studenata, učestvovao je u osnivanju Studentskog kulturnog centra (SKC). U istom periodu je učestvovao i u pokretanju uglednog, višedecenijskog časopisa „Ideje“ , koji je značajno uticao na naučnu i kulturnu scenu.
Godine 1990. transformisao je Institut za radnički pokret, u kome je radio već izvesno vreme u Institut za evropske studije u Beogradu. Od 1990. do 2002. godine bio je i direktor ove institucije.
Zajedno sa profesorom Svetozarem Stojanovićem, Đuro Kovačević je osnovao Srpsko–američki centar 2002. godine. Ovaj centar je 2009. godine prerastao u Centar za nacionalnu strategiju(CENS). Organizovanjem skupova, tribina, foruma i različitih projekata, članovi ove organizacije su upućivali na neophodnost promišljanja položaja Srbije u savremenom svetu.
Od 2006 do 2009. godine, bio je član Programskog odbora Radio-televizije Srbije (RTS).
Autor je više desetina naučnih studija objavljenih po raznim časopisima iz oblasti političke teorije, političke sociologije i političke istorije. U poslednje dve decenije života, posebno se bavio problemima globalizacije, tranzicije, evropskih integracija, slomom socijalizma, krizom i raspadom Jugoslavije.
Objavio je četiri knjige, a peta koja je u trenutku smrti bila u pripremi, nije izašla.
Tokom cele radne karijere, objavljivao je kraće tekstove u nedeljnicima i dnevnoj štampi. Dao je brojne intervjue i ucestvovao u mnogim radio i TV emisijama. Bio je čest gost na drugom i trećem programu Radio Beograda, kao i na drugom programu Radio televizije Beograd.
Paralelno sa naučnim radom, Đuro Kovačević se bavio pesništvom. Objavio je pet zbirki poezije.
Preminuo je 21. jula 2011. godine na Žabljaku.
Sahranjen je u Beogradu.

## Naučne studije
- 1982 : Politička elita. Beograd: Mladost. 1982.
- 1982 : Radnička klasa i država : prilog istraživanju revolucije. Beograd: Privredni pregled. 1982.
- 1989 : Rekvijem za socijalizam : ima li socijalizam budućnost? (Beograd : Stručna knjiga, 1989)
- 1996 : 	Izgubljena istorija : ogledi i razmišljanja o jugoslovenskoj krizi : 1988-1995. Beograd, Akademija Nova: Institut za evropske studije. 1996.

## Zbirke poezije
- 1985 : Daleko je kopnom. Ljubljana: Partizanska knjiga. 1985.
- 1988 : Možemo li ponovo u vrt (Nikšić : Univerzitetska riječ, 1988)
- 1993 : Kolo : igra se uz povremene prekide (Beograd : Stručna knjiga, 1993)
- 1995 : Zavičaj. Beograd: Gutenbergova galaksija. 1995.
- 1996 : Samo jednom nebo. Beograd: Akademia Nova. 1996.

## Spoljašnje veze
- Naša borba, 5. 10. 1997. "Vreme kloniranja prošlosti" , pristup 17.5.2013
- Nasa borba, 1. 6. 1998. "Tri decenije od studentskih demonstracija u Beogradu (1)" , pristup 27.5.2013
- Nasa borba, 2. 6. 1998. "Tri decenije od studentskih demonstracija u Beogradu (2)" , pristup 27.5.2013
- Nasa borba, 4. 6. 1998. "Tri decenije od studentskih demonstracija u Beogradu (4)" , pristup 27.5.2013
- Nasa borba, 5. 6. 1998. "Tri decenije od studentskih demonstracija u Beogradu (5)" , pristup 27.5.2013
- Evropski forum - mart 2004. "Od ideala do interesa" , pristup 17.5.2012
- Politika, 21. 2. 2011. Skup „Decentralizacija i regionalizacija Srbije“ , pristup 17.5.2013
- Univerzitet u Beogradu. Fakultet političkih nauka. Sabor politikologa “Država i demokratija u procesu evropeizacije Srbije”, 29.5.2011  Архивирано на веб-сајту  (22. јул 2020), pristup 24.7.2020
- Nova srpska politicka misao, 27. 7. 2011. Срби као таоци југословенске идеје  Архивирано на веб-сајту  (27. децембар 2011), pristup 17.5.2013
- Naucni intervju sa Đurom Kovačevićem, 13. 10. 2011 , pristup 22.5.2015
- Dr Đura Kovačević o smislu opstanka Jugoslavije : Trajna zajednica ili prolazna stanica (1990), (http://www.yugopapir.com/2018/05/dr-ura-kovacevic-o-smislu-opstanka.html#more), pristup 17.7.2018